# 桑原邦郎
桑原 邦郎（くわはら くにお、1942年11月30日 - 2008年9月14日）は、日本の物理学者。東京都目黒区出身。理学博士。
株式会社計算流体力学研究所の取締役CEOを務めた。株式会社テクノマセマティカル取締役、ケン・ミレニアム株式会社顧問も務めた。

## 略歴
- 1966年 東京大学教養学部基礎科学科卒業
- 1970年 東京大学大学院理学研究科博士課程退学、東京大学工学部物理工学科助手
- 1980年 アメリカ航空宇宙局（NASA）エイムズ研究センター客員研究員
- 1981年 宇宙科学研究所助教授
- 1985年  株式会社計算流体力学研究所の設立に関わる（事実上の創業者）
- 1993年 マックス・プランク賞受賞
- 2006年 宇宙航空研究開発機構を退官し計算流体力学研究所の経営に専念。株式会社テクノマセマティカル取締役およびケン・ミレニアム株式会社顧問に就任

## その他・エピソード
計算流体力学研究所は、親からの遺産を元に設立した組織であり、親の遺産を学術に最も有効に生かした学者と評される。

## 著書
- 流体計算と差分法 （ISBN 4254231059）
- 環境流体シミュレーション （ISBN 4254180098）